# Osvaldo Dorticós Torrado
Osvaldo Dorticós Torrado (Cienfuegos, 17 de abril de 1919 — Havana, 23 de junho de 1983) foi um advogado e político cubano. 
Foi o décimo quarto presidente de Cuba, de 1959 a 1976, quando foi substituído por Fidel Castro, após a promulgação da Constituição de 1976.
Advogado, participou da Revolução Cubana, razão pela qual foi preso pelas tropas estadunidenses, em 1958. 
Conseguiu fugir do cativeiro e se refugiou no México, onde viveu até voltar do exílio, depois do triunfo de Fidel Castro. Desempenhou-se como Ministro da Justiça de Cuba, cargo o qual ajudou a formular as políticas cubanas. Foi escolhido presidente nesse mesmo ano, esperando ser mais leal a Castro do que a seu antecessor, Manuel Urrutia Lleó. 
Teve considerável influência no governo. Em 1976, quando o governo cubano foi reorganizado, e Castro assumiu todos os poderes presidenciais, Dorticós foi nomeado como membro do Conselho de Estado de Cuba.
Suicidou-se em 23 de junho de 1983, em Havana, aparentemente afligido pela morte de sua esposa e pelas doenças crônicas que sofria. Em seus últimos anos de vida, esteve praticamente afastado da vida política.

## Biografia
Dorticós nasceu em uma família rica em Cienfuegos. Seu pai estudou Direito e Medicina e um de seus ancestrais foi Tomás Terry, famoso empresário venezuelano que acumulou uma das maiores fortunas do Hemisfério Ocidental na época. Depois de um breve trabalho como professor, Dorticós estudou Direito e Filosofia na Universidade de Havana, graduando-se em Direito em 1941. Ingressou no Partido Socialista Popular (PSP), de tendência comunista, e atuou por um período como secretário de Juan Marinello, líder do PSP.

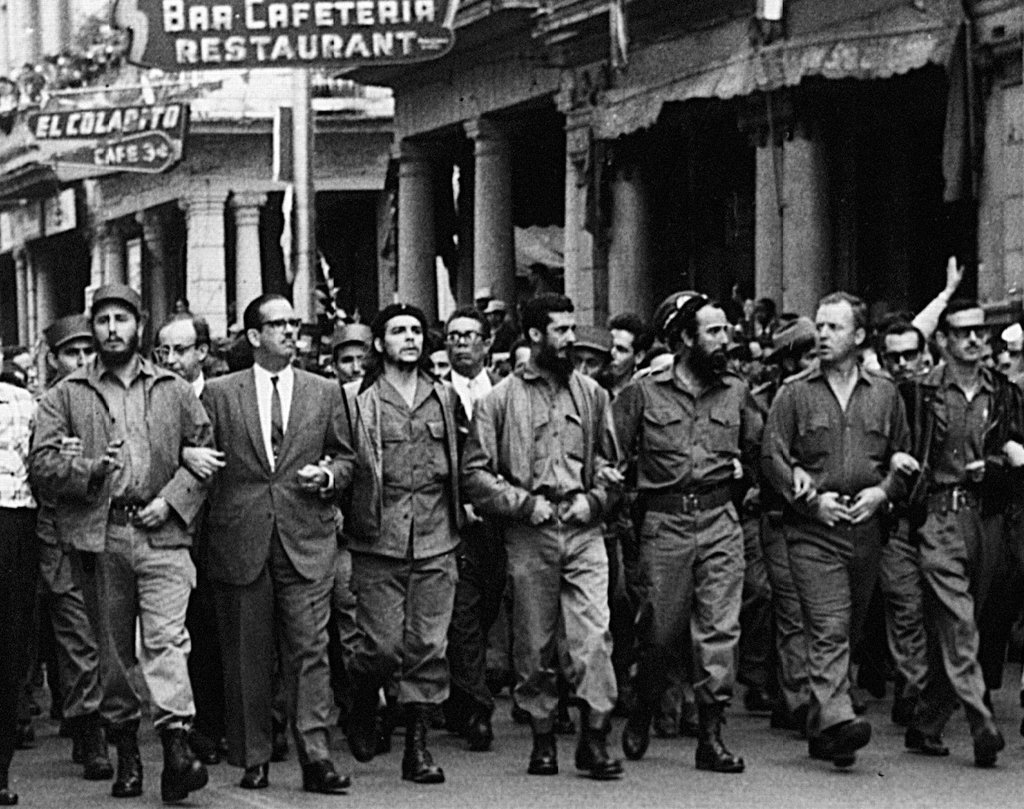
Dorticós (segundo da esquerda para a direita), junto de Fidel Castro (à esquerda) e Che Guevara (à direita) em marcha pela memoria das vítimas da explosão de La Coubre.

Na década de 1950, Dorticós abriu um escritório de advocacia em Cienfuegos e serviu como Comodoro do Iate Clube de Cienfuegos. Ele se opôs ao governo de Fulgencio Batista e participou do Movimento de Resistência Civil, que apoiou a guerrilha que lutava contra a ditadura. Dorticós foi eleito reitor da Ordem dos Advogados de Cuba em 1958, antes de ser preso pelo regime de Batista no mesmo ano e de um breve exílio subsequente no México.

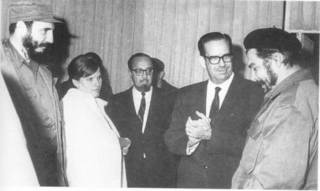
Dorticós (segundo da direita para a esquerda) no início da Revolução Cubana, junto de Fidel Castro (à esquerda) e Che Guevara (à direita).

### Funções no governo
Após o sucesso da Revolução Cubana em 1º de janeiro de 1959, Dorticós retornou a Cuba e foi nomeado Ministro das Leis Revolucionárias no gabinete chefiado por Fidel Castro. Nessa função, Dorticós desempenhou um papel importante na elaboração da legislação revolucionária, como a Lei da Reforma Agrária e a Lei Orgânica Básica que substituiu a Constituição cubana de 1940. Após a renúncia do presidente Manuel Urrutia, Dorticós foi nomeado chefe de Estado do Conselho de Ministros a partir de 17 de julho de 1959.
Como presidente, Dorticós representou Cuba na Cúpula de Países Não-Alinhados, realizada em Belgrado, em 1961, e na Cúpula da Organização dos Estados Americanos, realizada em 1962 na cidade de Punta del Este, no Uruguai. Durante a crise dos mísseis de 1962, Dorticós fez um discurso na ONU anunciando que Cuba possuía armas nucleares, que esperava nunca usar. Também esteve presente em Buenos Aires por ocasião da posse de Héctor Cámpora como Presidente da Nação em 25 de maio de 1973, juntamente com o presidente chileno Salvador Allende .
Além de atuar como presidente de Cuba, Dorticós serviu como membro do Secretariado do Comitê Central do Partido Comunista de Cuba (a partir de 1965) e como presidente do Conselho de Planejamento Central (a partir de 1964). Após a entrada em vigor da Constituição cubana de 1976, Fidel Castro foi nomeado Presidente do Conselho de Estado, órgão máximo do novo desenho político do país, desaparecendo a figura de “Presidente da República”. Dorticós foi nomeado Presidente do Banco Nacional de Cuba e membro do Conselho de Estado. Ele serviu em tais posições até sua morte.

### Falecimento
Dorticós morreu no dia 23 de junho de 1983, por um ferimento autoinfligido por arma de fogo, um ato motivado pela morte recente de sua esposa e pelas constantes dores decorrentes de um problema grave na coluna vertebral. Aos 64 anos, após seu suicídio, seu corpo foi encontrado em sua casa em Havana.

## Condecorações
Como chefe de Estado, Dorticós foi agraciado com as seguintes condecorações:
- Estrela da República da Indonésia em Primeira Classe, Indonésia, 22/1/1960, máxima condecoração do país.
- Ordem do Leão Branco, Checoslováquia, 1961.[1]
- Ordem da Bandeira Nacional, Coreia do Norte, 28/10/1966.[2]
- Ordem do Mérito do Chile, Chile, 13/12/1972, máxima condecoração do país.[3]
- Ordem da Polônia Restituta, Polônia, 24/4/1973, máxima condecoração do país, “pelos ideais do marxismo-leninismo, amizade fraterna e cooperação”.[4]
- Cidadão honorário de Córdoba, Argentina, 5/1973.[5]
- Convidado de Honra e Chaves da cidade de Mendoza, Argentina, 5/1973.[5]
- Ordem da Estrela da Romênia, Romênia, 9/1973.[5]